# Amed Davy Sylla
Pour les articles homonymes, voir Sylla (homonymie).
Amed Davy Sylla est un ancien joueur de football franco-ivoirien né à Lille le 4 octobre 1982. Son poste de prédilection est attaquant. 

## Biographie
Il a un parcours assez atypique pour un footballeur et est venu rejoindre la Provence et Istres afin de se poser durablement. Mais il ne réussit pas à s'imposer au sein du club istréen, et rejoint en février 2010 l'UJA Alfortville.
Après sa fin carrière footballistique, Amed Davy s'est tourné vers l'informatique. Il est maintenant une référence du parsing.

## Carrière
- 2003-2004 :  Lille OSC B
- 2004-2004 :  FC Nordsjælland
- 2005-2006 :  ÍF Fuglafjørður
- 2006-2007 :  B36 Tórshavn
- 2007-2007 :  Birkirkara FC
- 2007-2008 :  FC Amager (4 matchs, 2 buts)
- 2008-2009 :  Hvidovre IF (9 matchs, 3 buts)
- 2009-février 2010 :  FC Istres (4 matchs, 0 but)
- février 2010-2011 :  UJA Alfortville
- 2011-2014 :  OC Cesson-Sévigné